# Белоцерковская епархия ПЦУ
Белоцерковская епархия Православной церкви Украины (укр. Білоцерківська єпархія Православної Церкви України) — епархия Православной церкви Украины на территории части Киевской области. Епархиальный центр — город Белая Церковь. Кафедральный собор — Свято-Николаевский. Правящий архиерей — митрополит Белоцерковский Евстратий (Зоря).

## История
Епархия была образована решением Священного синода Православной церкви Украины от 2 февраля 2023 года в административных границах Белоцерковского района Киевской области, вследствие выделения из Киевской епархии. В состав епархии вошли территории таких бывших районов, как Белоцерковский, Сквирский, Володарский, Тетиевский, Таращанский, Ставищанский, Ракитнянский и часть Васильковского. А уже 9 февраля 2023 года блаженнейшим митрополитом Киевским Епифанием был представлен управляющий новосозданной епархией — митрополит Евстратий